# Атмосферні опади
Атмосфе́рні о́пади — вода в рідкому чи твердому стані, що випадає з хмар чи безпосередньо з повітря на земну поверхню та предмети. З хмар випадають: дощ, мряка, сніг, мокрий сніг, крупа, град, льодяний дощ та гроза. З повітря виділяються: роса, рідкий наліт, іній, твердий наліт, паморозь.

## Тлумачення

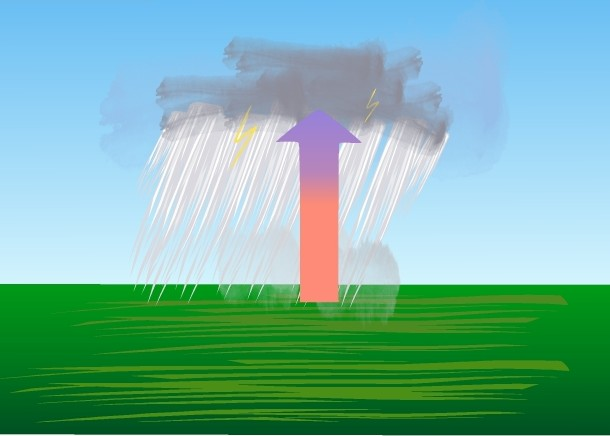
Конвективні опади

Випадання атмосферних опадів із хмар відбувається в результаті збільшення уже наявних хмарних елементів (крапель або кристалів) до розмірів, за яких вони набувають помітної швидкості падіння. Найбільші кристалічні елементи, випадаючи з хмари, стикаються з переохолодженими краплями, приморожуючи їх до себе, або змерзаються між собою, утворюючи пластівці. Перейшовши в атмосферні шари з температурами понад 0 °C, тверді частинки тануть, утворюючи краплі дощу. За низьких температур повітря (близько 0 °C і нижче) тверді частинки досягають земної поверхні не розтанувши (сніг, крупа тощо). У теплу пору року можливе випадання граду. У краплинно-рідких хмарах за позитивних або негативних (однак близьких до 0 °C) температурах атмосферні опади можуть виникати внаслідок злиття, або коалесценції, хмарних елементів. У результаті цього може випадати дрібний дощ або мжичка.

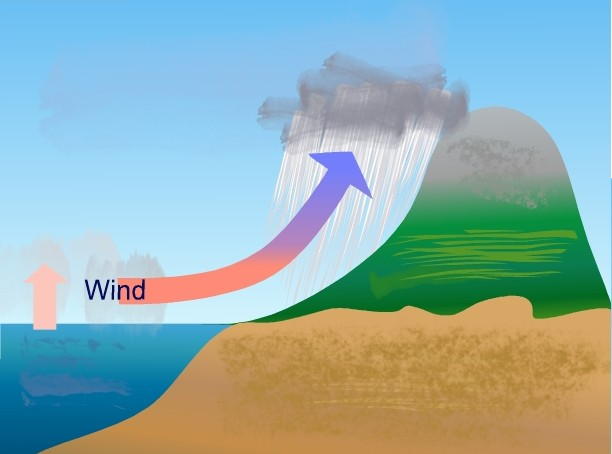
Орографічні опади

Залежно від механізму розвитку й структури хмар, що дають атмосферні опади, вирізняють такі атмосферні опади: обложні — помірної інтенсивності, проте тривалі, з шарувато-дощових хмар; зливові — з купчасто-дощових хмар; мрячні — з шаруватих хмар.
Атмосферні опади, що виділяються на земній поверхні (так звані наземні гідрометеори), — це роса, паморозь, іній, рідкий і твердий наліт тощо. З них особливе значення має ожеледь, аналогом якої у вільній атмосфері є зледеніння літака в польоті.
Вимірюють атмосферні опади дощомірами, опадомірами, плювіографами на метеорологічних станціях, а для великих площ — за допомогою радіолокації. Кількість опадів виражають у мм шару води, що випала, а інтенсивність — у міліметрах на хвилину, годину, добу.
Атмосферні опади — одна з ланок колообігу води на Землі. Кількість атмосферних опадів, багаторічний, середньомісячний, сезонний, річний, їх розподіл по земній поверхні, річний і добовий хід, повторюваність, інтенсивність тощо є визначальними характеристиками клімату, що мають істотне значення для сільського господарства та багатьох інших галузей господарства. Все більшого значення набуває штучне формування атмосферних опадів, що полягає в тому, що в хмару вводять реагенти, які сприяють утворенню крижаних кристалів у водяних хмарах, а в змішаних хмарах їхнє прискорене укрупнення.

## Розподіл опадів по планеті
Розподіляються опади на поверхні Землі нерівномірно. Аналіз карт ізогієт (ліній однакової кількості опадів) свідчить, що на розміщення атмосферних опадів впливають два головні чинники:
- напрямок руху повітря. Найбільше опадів випадає там, де переважають висхідні рухи повітря, і менше — у випадку низхідних. Екваторіальна зона низького тиску (понад 2000-3000 мм/рік). Навітряні схили височин і гірських хребтів одержують більше атмосферних опадів, ніж підвітряні схили. Найвологіше місце на Землі, Черрапунджі (близько 12 000 мм опадів на рік), розташоване на навітряному схилі Гімалаїв на висоті близько 1300 м в Індії.
- за інших однакових умов кількість опадів зменшується від низьких широт до високих.

Річну суму опадів розглядають у співвідношенні з температурними умовами приземного повітря. Таким співвідношенням є коефіцієнт зволоження, визначений В. В. Докучаєвим, доопрацьований Г. Н. Висоцьким та Н. Н. Івановим: k = r/E, де k — коефіцієнт зволоження, r — сума опадів за певний проміжок часу (рік, сезон, місяць), E — випаровуваність (максимально можливе випаровування за певних температурних умов, не обмежене запасами вологи. Там, де коефіцієнт зволоження більший від 1 (опади переважають над випаровуваністю), за достатньої кількості тепла зростають ліси; де він менший від 1 (випаровуваність перевищує суму опадів) — поширені степи і пустелі. Коефіцієнт зволоження дорівнює 1 у зоні лісостепу.

## Опади в Україні
Для України характерно від 270—310 мм опадів в районі Сивашу, до 1500—1800 (в окремі роки і 2100) мм опадів у Карпатських горах. У Кримських горах кількість опадів теж сягає 1500 мм/рік. Кількість опадів в Україні зменшується у напрямку з північного заходу на південний схід.

## Цікаві факти
- У формуванні атмосферних опадів беруть участь не лише кліматичні умови та рельєф місцевості, а й бактерії. Так, Pseudomonas syringae відома впливом на замерзання води за більш низької температури та можливістю каталізації опадів у разі попадання до атмосфери (т.з. bioprecipitation).[1]